# Municipio de Kilkenny
El municipio de Kilkenny (en inglés: Kilkenny Township) es un municipio ubicado en el condado de Le Sueur en el estado estadounidense de Minnesota. En el año 2010 tenía una población de 404 habitantes y una densidad poblacional de 4,32 personas por km².

## Geografía
El municipio de Kilkenny se encuentra ubicado en las coordenadas 44°19′52″N 93°35′28″O / 44.33111, -93.59111. Según la Oficina del Censo de los Estados Unidos, el municipio tiene una superficie total de 93.45 km², de la cual 87,65 km² corresponden a tierra firme y (6,21 %) 5,8 km² es agua.

## Demografía
Según el censo de 2010, había 404 personas residiendo en el municipio de Kilkenny. La densidad de población era de 4,32 hab./km². De los 404 habitantes, el municipio de Kilkenny estaba compuesto por el 98,51 % blancos, el 0,25 % eran afroamericanos, el 0,25 % eran asiáticos y el 0,99 % eran de una mezcla de razas. Del total de la población el 0,25 % eran hispanos o latinos de cualquier raza.